# Division de forteresse Danzig
La  Division de forteresse Danzig (en allemand : Festungs-Division Danzig) est une des divisions d'infanterie de la Wehrmacht durant la Seconde Guerre mondiale.

## Création
La Festungs-Division Danzig est formée en janvier 1945 à Danzig.
Elle est capturée par l'Armée rouge en mars 1945.

## Organisation

### Commandants
| Date                          | Grade        | Commandant          |
| ----------------------------- | ------------ | ------------------- |
| ? janvier 1945 - 28 mars 1945 | Generalmajor | Walter Freytag (de) |

## Théâtres d'opérations
- Danzig : janvier 1945 - mars 1945

## Ordres de bataille
- Grenadier-Bataillone 4
- Alarm-Bataillone 2
- Festungs-Abschnitt Nord
- Festungs-Unterabschnitt Nordwest
- Festungs-Unterabschnitt Küste
- Festungs-Unterabschnitt West
- Festungs-Unterabschnitt Ost